# Monteleone di Puglia
Monteleone di Puglia é uma comuna italiana da região da Puglia, província de Foggia, com cerca de 1.413 habitantes. Estende-se por uma área de 36 km², tendo uma densidade populacional de 39 hab/km². Faz fronteira com Accadia, Anzano di Puglia, Ariano Irpino (AV), Panni, San Sossio Baronia (AV), Sant'Agata di Puglia, Savignano Irpino (AV), Zungoli (AV).

## Demografia
| Variação demográfica do município entre 1861 e 2011                               |
|                                                                                   |
| Fonte: Istituto Nazionale di Statistica (ISTAT) - Elaboração gráfica da Wikipedia |